# Microrchestris
Genre
Microrchestris est un genre d'araignées aranéomorphes de la famille des Sparassidae.

## Distribution
Les espèces de ce genre sont endémiques de Namibie.

## Liste des espèces
Selon World Spider Catalog (version 17.5, 20/01/2017) :
- Microrchestris melanogaster Lawrence, 1962
- Microrchestris scutatus Lawrence, 1966

## Publication originale
- Lawrence, 1962 : Spiders of the Namib desert. Annals of the Transvaal Museum, vol. 24, p. 197-211 (texte intégral).